# Wojna o prąd
Wojna o prąd (The Current War) – amerykański film dramatyczny z 2017 roku w reżyserii Alfonso Gomeza-Rejona.

## Fabuła
Rok 1880. Thomas Edison prezentuje żarówkę elektryczną oraz możliwości prądu stałego, który ma być tańszą i czystszą alternatywą dla oświetlenia gazowego. Jego pomysłami interesuje się biznesmen i wynalazca George Westinghouse, który jest przekonany, że lepszą technologią będzie prąd zmienny, który można przesyłać na duże odległości przy niskich kosztach. Wkrótce między Edisonem a Westinghouse rozpoczyna się rywalizacja, o to która technologia przeważy. Tymczasem do USA przyjeżdża genialny wynalazca Nikola Tesla, który podejmuje współpracę z Edisonem.

## Obsada
- Benedict Cumberbatch jako Thomas Edison
- Michael Shannon jako George Westinghouse
- Nicholas Hoult jako Nikola Tesla
- Katherine Waterston jako Marguerite Erskine Walker
- Tom Holland jako Samuel Insull
- Simon Manyonda jako Lewis Latimer
- Stanley Townsend jako Franklin Pope
- Tuppence Middleton jako Mary Stilwell Edison
- Matthew Macfadyen jako J.P. Morgan
- Conor MacNeill jako William Kemmler
- Damien Molony jako Bourke Cockran
- John Schwab jako Rudolph Young

## Produkcja
W 2008 roku scenarzysta Michael Mitnick rozpoczął prace nad scenariuszem opierając się na prawdziwej historii konfliktu między Edisonem a Westinghouse’em. Początkowo miał to być musical, ale ostatecznie powstał scenariusz filmowy. 3 maja 2012 r. podano, że prawa do scenariusza kupił Timur Biekmambietow, który miał także wyreżyserować film. 31 marca 2014 roku ogłoszono, że Ben Stiller jest w trakcie negocjacji w sprawie reżyserii filmu. Pod koniec września 2015 roku Benedict Cumberbatch i Jake Gyllenhaal rozpoczęli rozmowy z Alfonso Gomezem-Rejonem, który ostatecznie zajął się reżyserią obrazu.
Główne zdjęcia rozpoczęły się 18 grudnia 2016 roku. Kręcono je głównie w Londynie i jego okolicach oraz Rothbury.